# Deutsche Oper Berlin
Deutsche Oper Berlin je německá operní scéna, která byla založena v roce 1912 v tehdy samostatném městě Charlottenburg (dnes čtvrť Berlína). Během nacistického režimu byla opera pod kontrolou ministerstva propagandy a změnila své jméno na Deutsches Opernhaus. Operní budova byla zničena během druhé světové války a znovu postavena v roce 1961 pod novým jménem Deutsche Oper (modernistický návrh připravil architekt Fritz Bornemann). Nová budova je druhou největší operní budovou v Německu (2000 míst k sezení), po Mnichovské opeře. Mezi bývalé hudební ředitele opery patří Bruno Walter, Kurt Adler, Ferenc Fricsay, Lorin Maazel, Gerd Albrecht, Jesús López-Cobos, Giuseppe Sinopoli či Christian Thielemann. V roce 2001 zemřel Sinopoli během dirigování Aidy. Krom operního souboru je domovem též Berlínského státního baletu.
V roce 1967 se u opery odehrál incident, kdy byl zastřelen student Benno Ohnesorg, který protestoval proti návštěvě íránského šáha. V roce 2006 vyvolala tehdejší intendantka Kirsten Harmsová kritiku, když zrušila inscenaci Mozartovy opery Idomeneo od Hanse Neuenfelse, protože se obávala, že scéna s useknutými hlavami Ježíše, Buddhy a Mohameda by urazila muslimy a ohrozila bezpečnost opery. Kritici rozhodnutí kritizovali jako ohrožení svobody slova a uměleckého vyjádření. Lídr německé islámské rady rozhodnutí uvítal, zatímco lídr německé turecké komunity ho kritizoval. Představení se nakonec uskutečnilo.